# 3852 Glennford
3852 Glennford este un asteroid din centura principală, descoperit pe 24 februarie 1987, de Henri Debehogne.